# Riesengleithörnchen
Die Riesengleithörnchen (Petaurista) sind eine Gattung der Gleithörnchen, die im tropischen und subtropischen Asien verbreitet ist. Insgesamt werden je nach Quelle bis zu 16 Arten der Gattung unterschieden, einige der Arten gehören mit Körperlängen von 60 Zentimetern und einem zusätzlichen Schwanz von bis zu 65 Zentimetern Länge zu den größten Hörnchen überhaupt.

## Merkmale
Einige der Arten sind die größten Hörnchen überhaupt, doch ist die Spanne der Größen innerhalb der Gattung sehr groß. So erreicht der Taguan eine Kopf-Rumpf-Länge von fast 60 cm, hinzu kommt noch ein 65 cm langer Schwanz. Andere Arten sind mit Kopf-Rumpf-Längen um 30 cm und Schwanzlängen um 35 cm allerdings nur halb so groß. Die Fellfarben variieren stark zwischen den und auch innerhalb der Arten. Der Taguan ist normalerweise oberseits rotbraun und unterseits weiß gefärbt. Das Japanische Riesengleithörnchen kommt in schwarzen, braunen oder beigefarbenen Tönen vor.

## Lebensweise
Alle Riesengleithörnchen sind Waldbewohner. Je nach Verbreitung leben sie in tropischen Regenwäldern oder gemäßigten Laub- und Mischwäldern. Die meisten Arten leben in Gebirgen oberhalb von 900 m. Im Himalaya sind Riesengleithörnchen vorwiegend in Höhen zwischen 3000 und 4000 m verbreitet. Innerhalb der Wälder leben Riesengleithörnchen in der Wipfelregion der Bäume zwischen 15 und 30 m über dem Erdboden. Dort bewegen sie sich meistens nach typischer Hörnchenart. Ist ein benachbarter Baum zu weit entfernt, nutzen sie ihre Gleitfähigkeit. Dabei können die größten Arten Strecken von bis zu 450 m zurücklegen. Die Nahrung der Riesengleithörnchen sind Nüsse, Früchte und Blätter, selten auch Insekten.
Riesengleithörnchen sind ganzjährig in Paaren anzutreffen, oft von ihrem Nachwuchs begleitet. Meistens befindet sich nur ein Junges im Wurf, gelegentlich auch zwei.

## Parasiten
Bei Riesengleithörnchen kommen Tierläuse der Gattungen Atopophthirus und Neohaematopinus sowie Phthirunculus sumatranus vor.

## Systematik
Die Gattung Petaurista wurde bereits 1795 von Heinrich Friedrich Link erstmals wissenschaftlich beschrieben, der Name ging allerdings verloren und wurde in der Folgezeit vollständig ignoriert. Charles Immanuel Forsyth Major stellte 1893 in seinem Werk zu fossilen Hörnchen und zur Systematik der Hörnchen die bis dahin bekannten Gattungen der Gleithörnchen als Unterfamilie Pteromyinae zusammen, wobei die Riesengleithörnchen der Gattung Pteromys zugeschlagen wurden. 1896 re-etablierte Oldfield Thomas für diese Arten den bereits durch Link 1795 eingeführten Namen Petaurista.
Die Systematik innerhalb der Riesengleithörnchen ist noch nicht endgültig geklärt. Innerhalb der Gattung der Riesengleithörnchen (Petaurista) werden in der Regel acht, neun oder sogar 16 Arten eingeordnet, allerdings befindet sich der Artstatus für einige Arten noch in der Diskussion. Als gesicherte Arten nach dem Handbook of the Mammals of the World von 2016 gelten aktuell die folgenden:
- Weißbauch-Riesengleithörnchen, Petaurista albiventer (Gray, 1834), nördliches Indien, südl. China, Nepal, Pakistan, Thailand
- Rot-Weißes Riesengleithörnchen, Petaurista alborufus (Milne-Edwards, 1870), südl. China, Taiwan
- Graukopf-Riesengleithörnchen, Petaurista caniceps (Gray, 1842), in Zentral- und Südchina, Myanmar und im Himalaya
- Geflecktes Riesengleithörnchen, Petaurista elegans (Müller, 1840), Yunnan, Festland Südostasiens, Sumatra, Java, Borneo
- Hainan-Riesengleithörnchen, Petaurista hainana (G.M. Allen, 1925), Hainan
- Taiwan-Riesengleithörnchen, Petaurista lena (Thomas, 1907), Taiwan
- Japanisches Riesengleithörnchen, Petaurista leucogenys (Temminck, 1827), Japan, China
- Hodgson-Riesengleithörnchen, Petaurista magnificus (Hodgson, 1836), Himalaya
- Mechuka-Riesengleithörnchen, Petaurista mechukaensis Choudhury, 2009, Indien
- Mishmi-Riesengleithörnchen, Petaurista mishmiensis Choudhury, 2009, Indien
- Bhutan-Riesengleithörnchen, Petaurista nobilis (Gray, 1842), Himalaya
- Taguan oder Rotes Riesengleithörnchen, Petaurista petaurista (Pallas, 1766), Himalaya, Yunnan, Festland Südostasiens, Sumatra, Java, Borneo
- Indisches Riesengleithörnchen, Petaurista philippensis (Elliot, 1839), Indien, Sri Lanka, Festland Südostasiens, südl. China, Taiwan
- Siang-Riesengleithörnchen, Petaurista siangensis Choudhury, 2013, Indien
- Chinesisches Riesengleithörnchen, Petaurista xanthotis (Milne-Edwards, 1872), westl. China
- Yunnan-Riesengleithörnchen, Petaurista yunanensis (Anderson, 1875), Yunnan

Historisch wurden je nach Autor 5 bis 31 Arten der Gattung beschrieben, die nach aktueller Ansicht teilweise als Unterarten oder Synonyme behandelt werden. Zu den kontrovers betrachteten Arten zählen vor allem Petaurista caniceps, dessen Artstatus nach aktuellen Stand als bestätigt betrachtet werden kann, sowie die noch in der Diskussion befindlichen Petaurista maritima, Petaurista sybilla, P. albiventer, P. hainana, P. marica und P. yunanensis. Weitere potenzielle Diskussionen könnten durch molekularbiologische Untersuchungen der Phylogenie der Gattung aufgefrischt werden, so etwa bezüglich P. lena und P. grandis.

## Fossilien
Die frühesten Nachweise fossiler Riesengleithörnchen stammen aus dem frühen Pleistozän von Fundorten in Chongqing und Anhui im südlichen China. Die bis zum Fund von Petaurista tetyukhensis nördlichsten Funde entstammen einer Warmphase im mittleren Pleistozän aus Zhoukoudian im Norden von China (Young, 1934) und weitere Funde für Tiere der Gattung aus dem späten Pleistozän stammen aus Japan und China. Im Holozän wurde die Gattung zudem auf den südlichen japanischen Inseln wie auch auf der zu China gehörenden Insel Hainan nachgewiesen.
Bei Ausgrabungen zwischen 2012 und 2016 wurden die bislang nördlichsten fossilen Überreste der Gattung in zwei Höhlen in der Region Primorje entdeckt und 2019 als Petaurista tetyukhensis wissenschaftlich beschrieben. Diese Art lebte vor 30.000 Jahren im Jungpleistozän und hatte wahrscheinlich eine Flugmembranspanne von 1,50 m.

## Gefährdung und Schutz
Zwischen Menschen und Riesengleithörnchen gibt es in unterschiedlichem Maße soziale Verbindungen. Während sie in vielen Regionen kaum beachtet werden, werden sie von den Ureinwohnern Taiwans in hohem Maße gejagt und als Nahrungsquelle geschätzt. Von der Regenwaldzerstörung sind die Arten überraschenderweise wenig betroffen. In Malaysia konnten sich Taguane nach der Abholzung des Primärwaldes an das Leben in Parks und Obstplantagen anpassen, so dass die Art regional zum Kulturfolger wurde. Andere Populationen sind allerdings weniger tolerant. Obwohl die IUCN keine Art als gefährdet einstuft, sind einzelne Populationen durchaus bedroht. Auf der Insel Hainan ist das Indische Riesengleithörnchen fast ausgestorben, auf Taiwan ergeht es dem Rot-Weißen Riesengleithörnchen ebenso.

## Belege
1. ↑  Lance A. Durden, Guy G. Musser: The sucking lice (Insecta, Anoplura) of the world: a taxonomic checklist with records of mammalian hosts and geographic distributions. In: Bulletin of the American Museum of Natural History. Band 218, 1994, S. 1–90 (amnh.org).
2. ↑  Richard W. Thorington Jr, Dian Pitassy, Sharon A. Jansa: Phylogenies of Flying Squirrels (Pteromyinae). In: Journal of Mammalian Evolution. Bd. 9, Nr. 1/2, 2002, S. 99–135, doi:10.1023/A:1021335912016.
3. ↑  Don E. Wilson & DeeAnn M. Reeder (Hrsg.): Petaurista in Mammal Species of the World. A Taxonomic and Geographic Reference (3rd ed).
4. 1 2  Richard W. Thorington Jr., John L. Koprowski, Michael A. Steele: Squirrels of the World. Johns Hopkins University Press, Baltimore MD 2012; S. 110 ff. ISBN 978-1-4214-0469-1
5. ↑  J.L. Koprowski, E.A. Goldstein, K.R. Bennett, C. Pereira Mendes: Petaurista. In: Don E. Wilson, T.E. Lacher, Jr., Russell A. Mittermeier (Hrsg.): Handbook of the Mammals of the World: Lagomorphs and Rodents 1. (HMW, Band 6) Lynx Edicions, Barcelona 2016, ISBN 978-84-941892-3-4, S. 769 ff.
6. 1 2 3  Song Li, Kai He, Fa-Hong Yu, Qi-Sen Yang: Molecular Phylogeny and Biogeography of Petaurista Inferred from the Cytochrome b Gene, with Implications for the Taxonomic Status of P. caniceps, P. marica and P. sybilla. PLOS ONE, 16. Juli 2013 doi:10.1371/journal.pone.0070461
7. ↑  Petaurista. In: Andrew T. Smith, Yan Xie: A Guide to the Mammals of China. Princeton University Press, 2008; S. 177 ff. ISBN 978-0-691-09984-2.
8. 1 2  Mikhail P.Tiunov & DmitryiO.Gimranov: The first fossil Petaurista (Mammalia: Sciuridae) from the Russian Far East and its paleogeographic significance. Palaeoworld, 2019 doi:10.1016/j.palwor.2019.05.007